# Kundenahalli, Malur
Kundenahalli là một làng thuộc tehsil Malur, huyện Kolar, bang Karnataka, Ấn Độ.